# Pterapherapteryx sexalata
Pterapherapteryx sexalata là một loài bướm đêm thuộc họ Geometridae. Nó được tìm thấy ở châu Âu.
Sải cánh dài 22–26 mm. Con trưởng thành bay từ tháng 5 đến tháng 8 tùy theo địa điểm.
Ấu trùng ăn các loài liễu.

## Hình ảnh

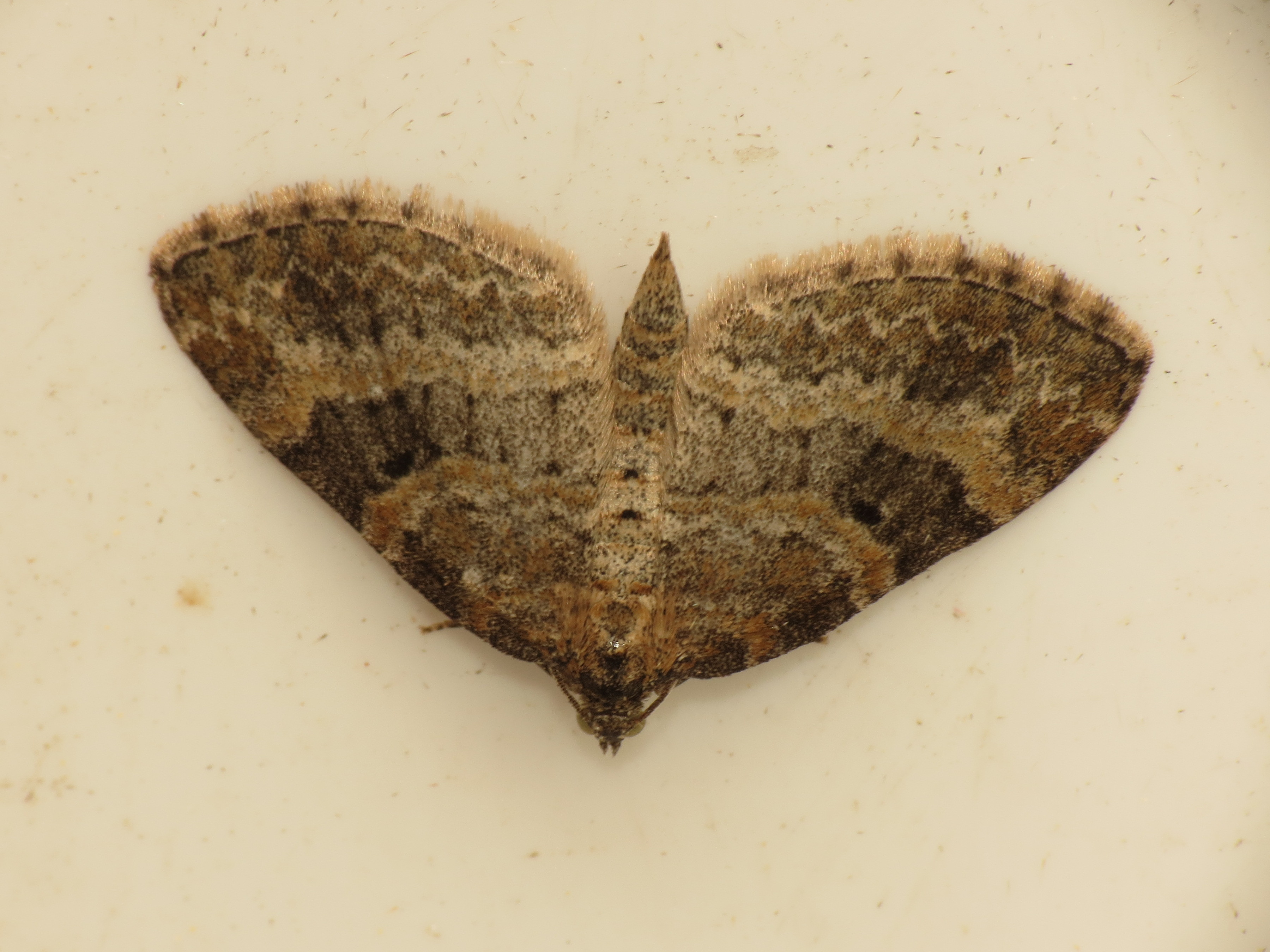
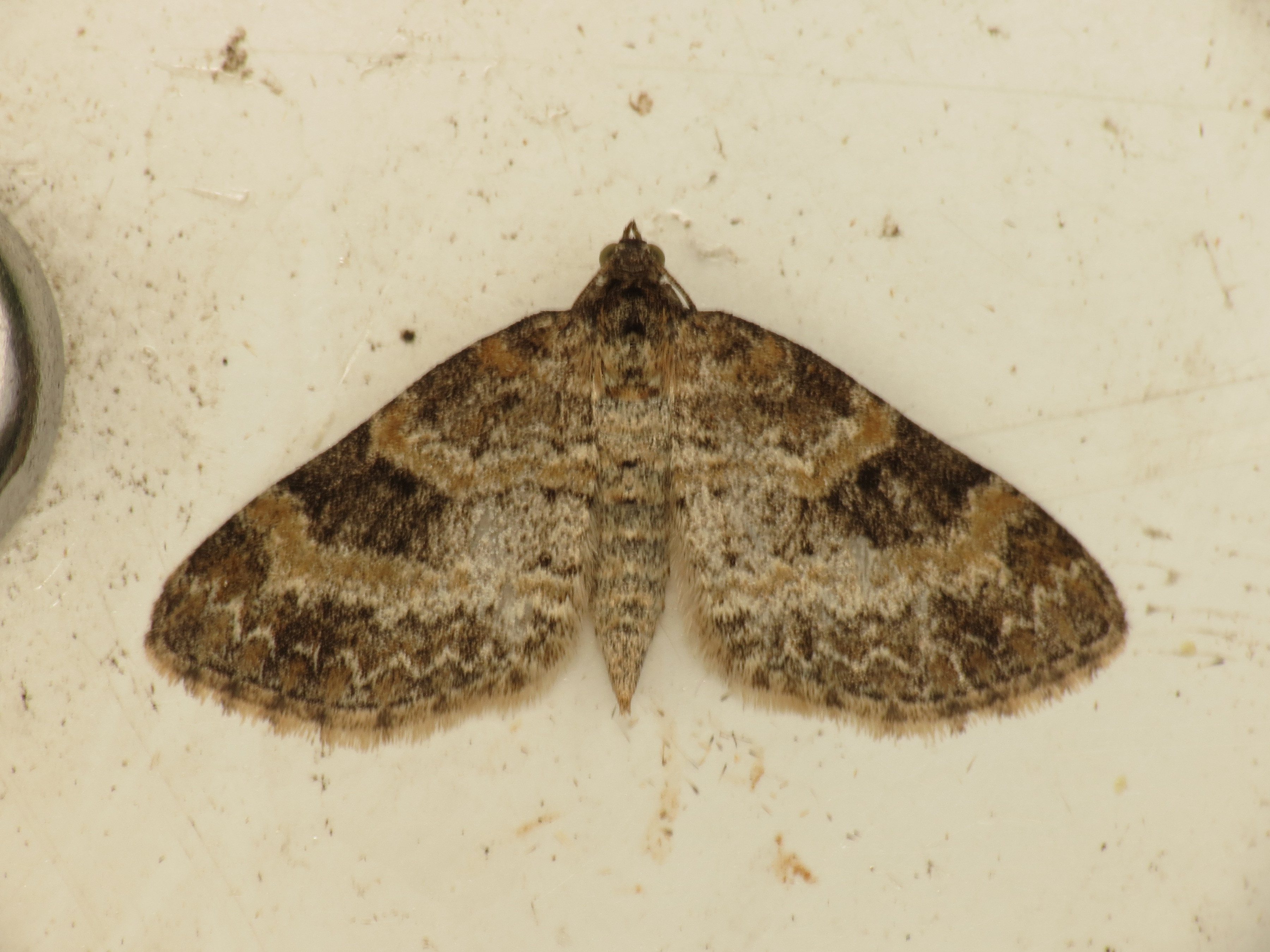
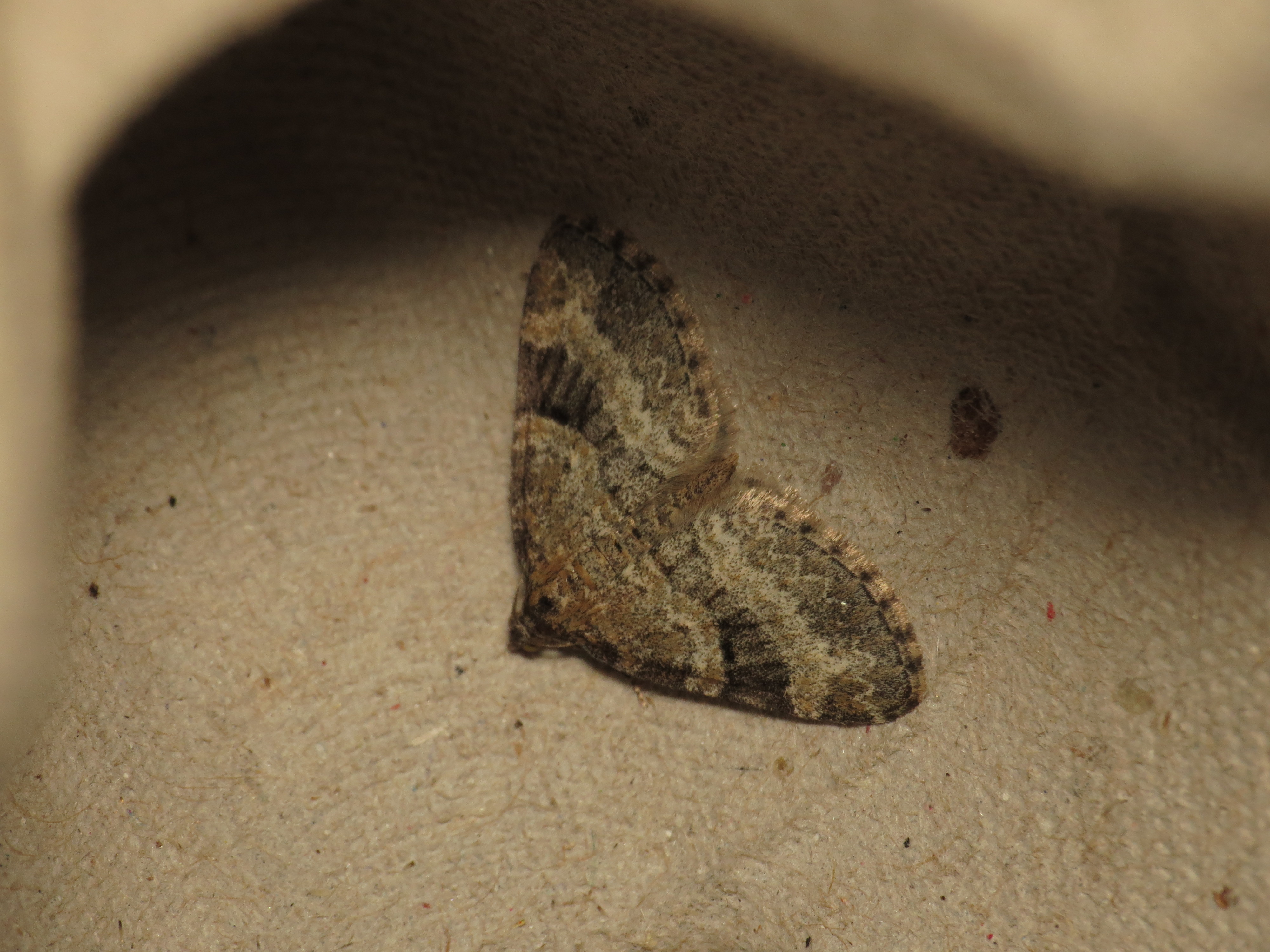
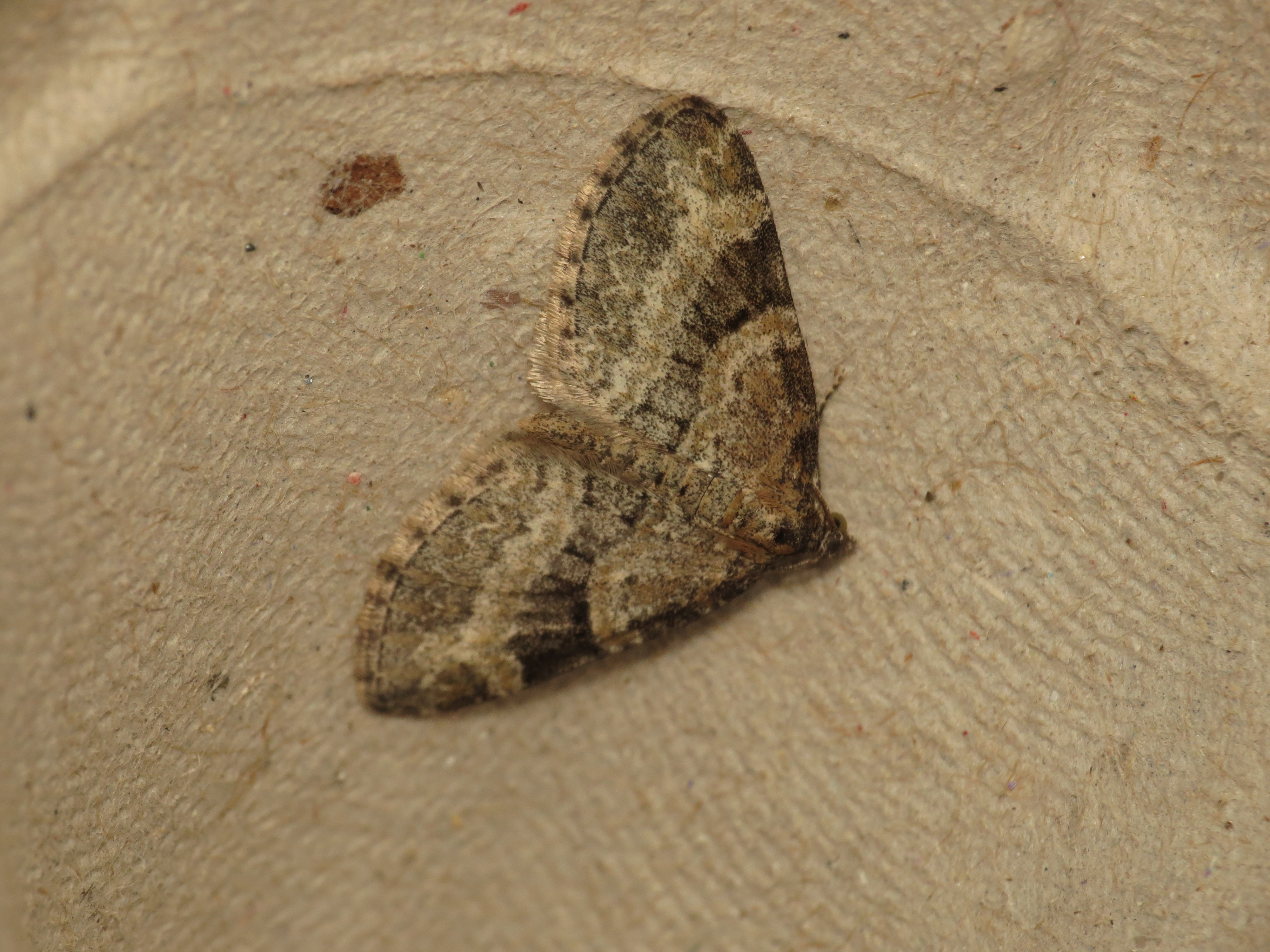